# IEM Cologne 2026
IEM Cologne 2026 — пятый мейджор-турнир по Counter-Strike 2. Турнир будет проходить со 2 июня по 21 июня 2025 года в Кёльн, Германия. В турнире примут участие 32 команды, а его призовой фонд составит 1,25 млн долларов.

## Предыстория
О проведении мейджора в Германии было объявлено 3 августа 2025 года, после турнира IEM Cologne 2025. Плей-офф будет проходить на арене LANXESS, которая вмещает более 20 тысяч зрителей.

## Формат
Матчи будут проводиться по системе MR12 (англ. Max Rounds 12), когда для победы необходимо выиграть в 13 раундах. Овертаймы остаются и могут идти бесконечно, пока одна из команд не выиграет 4 раунда в одном из овертаймов в формате MR3.
Мейджор будет разделён на четыре стадии: три групповых этапа и плей-офф. Групповые этапы проводятся по швейцарской системе: 16 команд соревнуются за 8 мест в следующую стадию.